# Schausiella polybia
Schausiella polybia är en fjärilsart som beskrevs av Pieter Cramer 1781. Schausiella polybia ingår i släktet Schausiella och familjen påfågelsspinnare. Inga underarter finns listade.

## Bildgalleri

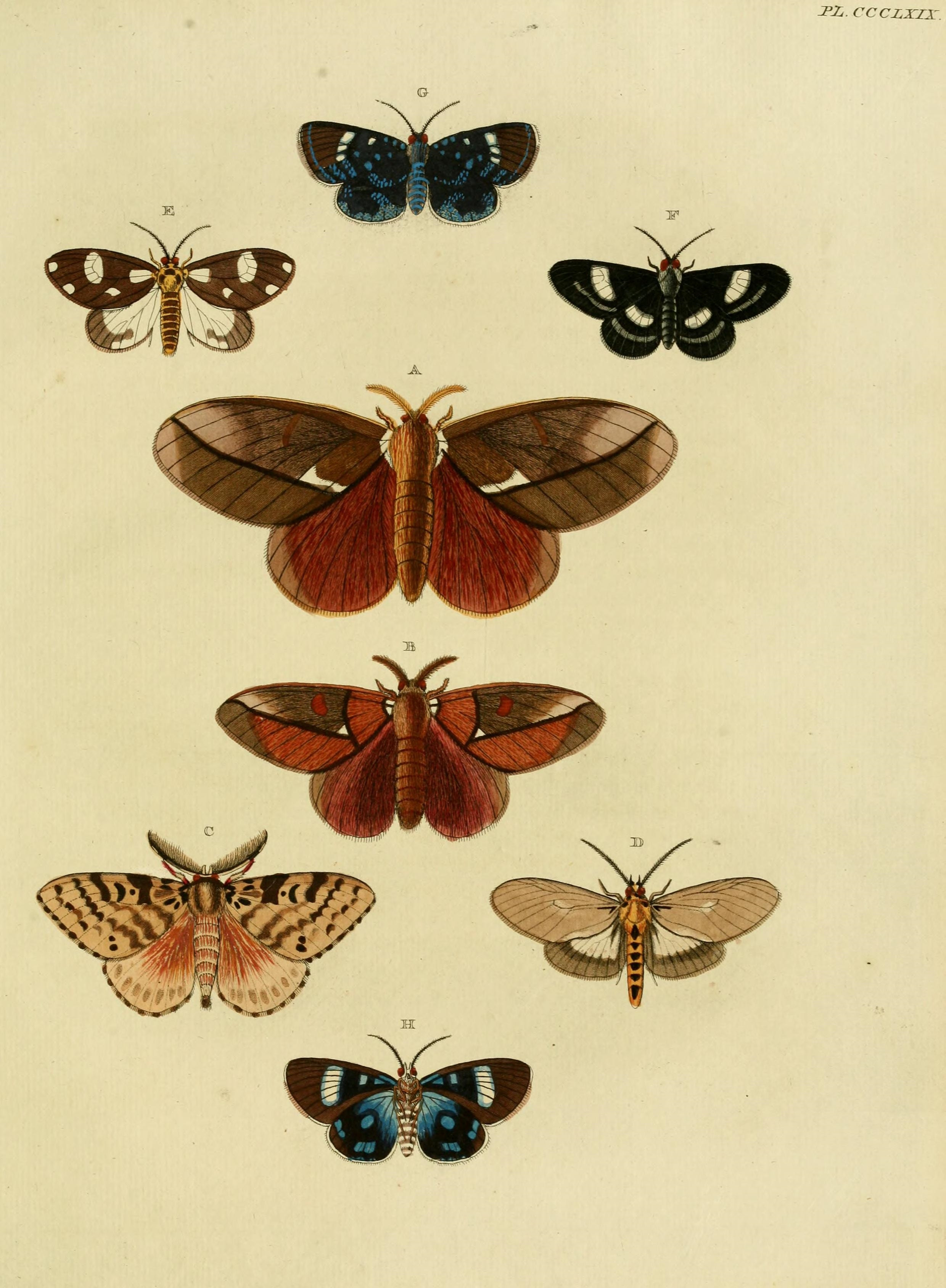